# Izon-la-Bruisse
 Izon-la-Bruisse  es una población y comuna francesa, en la región de Ródano-Alpes, departamento de Drôme, en el distrito de Nyons y cantón de Séderon.

## Demografía
| 10 | 5 | 5 | 8 | 6 | 14 |
| Para los censos de 1962 a 1999 la población legal corresponde a la población sin duplicidades (Fuente: INSEE [Consultar]) |   |   |   |   |    |